# Callistemon rigidus
Espèce
Classification phylogénétique
Callistemon rigidus (dont l’un des noms vernaculaires en anglais est Stiff Bottlebrush, c’est-à-dire le « rince-bouteille rigide ») est une espèce de plantes à fleurs de la famille des  myrtacées. C'est un arbuste endémique de l'État de Nouvelle-Galles du Sud en Australie.

## Description
Cet arbuste à port étalé bas peut atteindre 2 à 3 mètres de hauteur et possède un port raide et érigé.
Les feuilles persistantes ont entre 50 et 70 mm de long et 3 à 4 mm de large.
Les fleurs, aux étamines rouges pourvues d’anthères foncées apparaissent en été.

## Culture
L'espèce apprécie le plein soleil, les sol légers, pauvres, sans trop de calcaire, pas trop secs à frais. À protéger l'hiver en dessous de −12 °C, peut repartir du pied même si la partie aérienne est brûlée par le froid.

## Histoire
Cette espèce a été décrite pour la première fois de manière formelle par le botaniste Robert Brown (1773-1858) et publiée dans le catalogue Edwards's Botanical Register en 1820.

## Variétés
Plusieurs cultivars de C. rigidus ont été obtenus, parmi lesquels:
- C. rigidus « Crimson Spokes »
- C. rigidus « Manson Bailey »
- C. rigidus « Pendulous »